# Eduardo Belgrano Rawson
Eduardo Belgrano Rawson (San Luis, 1943) es un escritor, periodista y guionista argentino. Considerado uno de los mejores novelistas argentinos contemporáneos, en el año 1992 recibió el Premio de la Crítica por su tercera novela, Fuegia (1991). Su obra está caracterizada por el uso del humor y el lenguaje oral y la introducción de hechos reales dentro de la ficción.

## Carrera

Escudo de armas de la familia Belgrano.

En 1961, con 18 años, viaja a Buenos Aires a estudiar cine. Luego se dedica a escribir historietas y, finalmente, al periodismo. Según cuenta:

Me vine de San Luis a Buenos Aires cuando terminé el secundario, supuestamente a estudiar. Luego hice, como debe ser, ese inevitable paso fugaz por Derecho. (...) Cuando había llegado a la mitad de la carrera me dediqué al periodismo, estudié cine y también escribí guiones de historieta para las famosas revistas de Editorial Columba. Con seudónimo, claro.

De 1975 en adelante hizo varios viajes a Tierra del Fuego, lo que sería el puntapié inicial para su novela Fuegia, que trata sobre el exterminio de los indígenas en esa zona.
Como periodista, se desempeñó en la revista Primera Plana (años 1960), en el diario La Opinión (años 1970) y en la revista Temas y fotos.

## Obra

### Novela
- 1974: No se turbe vuestro corazón
- 1979: El náufrago de las estrellas
- 1991: Fuegia
- 1998: Noticias secretas de América
- 2001: Setembrada
- 2005: Rosa de Miami
- 2012: El sermón de la Victoria

### Cuento
- 2006: El mundo se derrumba y nosotros nos enamoramos
- 2013: Vamos fusilando mientras llega la orden

## Premios
- 1979 - Premio a la mejor novela del Club de los Trece, por El naufrágo de las estrellas.
- 1992 - Premio de la Crítica por Fuegia[6]
- 1994 - Premio Konex, Diploma al Mérito "Novela: Quinquenio 1989-1993".
- 2014 - Premio Konex, Diploma al Mérito "Novela: Período 2011-2013".